# Glàdkovo (Krasnoiarsk)
|  | Per a altres significats, vegeu «Glàdkovo». |

Glàdkovo (en rus: Гладково) és un poble del krai de Krasnoiarsk, a Rússia, segons el cens del 2017 tenia 359 habitants. Pertany al districte municipal d'Aguínskoie.